# Scott Miller (football)
Pour les articles homonymes, voir Scott Miller et Miller.
Scott Miller (né le 18 mai 1972) est un footballeur international australien. Il est aujourd'hui entraineur.